# Mali Radinci
Mali Radinci (cyr. Мали Радинци) – wieś w Serbii, w Wojwodinie, w okręgu sremskim, w gminie Ruma. W 2011 roku liczyła 541 mieszkańców.